# うしかい座パイ星
うしかい座π星（うしかいざパイせい、π Boötis、π Boo）は、うしかい座にある重星である。5等星と6等星の対は、重力的に結びついた連星と考えられ、更に一方が分光連星の多重連星である可能性もある。見かけの合成等級は4.54と、肉眼でみえる明るさである。年周視差に基づいて太陽からの距離を計算すると、およそ310光年である。主星はB型の水銀・マンガン星で、特に水銀が極めて過剰であることで知られている。

## 星系
うしかい座π星は、18世紀から二重星として知られ、クリスチャン・マイヤーやウィリアム・ハーシェルが記録に残している。スミスとチェンバーズは著書の中で、白い星同士の端正な二重星、素晴らしい天体、と評している。明るい方の恒星は、みる人によってはほのかに青くみえるという。
二重星は、見かけの等級が4.94のうしかい座π1星と、見かけの等級が5.88のうしかい座π2星からなり、方位角111度の向きに5.5秒離れて並んでいる（2005年時点）。発見から2世紀以上観測が続けられ、その間に離角は2秒近く縮まり、方位角はゆっくり上昇してπ1星に対するπ2星の向きは東から南東へと移ってきている。相対位置の変化から軌道を描けるほどにはなっていないが、この2星が重力的に結び付かない偶然並んだだけの関係である確率は1万分の1以下と見積もられ、真の連星であると考えられる。実際のπ1星とπ2星の間の距離は500 au以上に相当し、公転周期は5000年を超えると予想される。
うしかい座π1星では、たびたび視線速度の変化が報告されており、分光連星ではないかと指摘されているが、相当な回数観測されているにもかかわらず、軌道要素の決定にはいたっておらず、分光連星の可能性も否定できない、という段階にとどまっている。
重星カタログではもう1つ、うしかい座π1星の南2分程度のところにある11等星も収録され、うしかい座π星は三重星となっている。

## 特徴
うしかい座π1星は晩期B型星で、化学特異星、中でも水銀・マンガン星に分類され、スペクトル型はB9p MnHgSiとされている。太陽や同じくらいの温度の典型的な恒星と比較すると、ヘリウムは欠乏しており、鉄も少なめだが、スカンジウム、マンガン、イットリウムなどはかなり過剰で、特に水銀は相対的な存在量が太陽組成より5桁も大きい。スペクトルの特異性もあり、物理量の推定にはだいぶ幅があるが、表面の有効温度は概ね13000 K程度で、光度は太陽の200倍程度、半径は太陽のおよそ3倍、質量は太陽の3倍から4倍と求められている。自転速度は15 km/s以上と遅く、このことが化学特異性の原因の1つとなっている。うしかい座π1星では、磁場が検出されており、それが変化することも報告されていて、これは水銀・マンガン星としては珍しい特徴である。
うしかい座π2星は、A型主系列星で、スペクトル型はA6 Vと見当がつけられている。表面の有効温度は7900 Kくらいと見積もられる。うしかい座π2星単独のスペクトルは、注目する金属線によって異なるスペクトル型に相当するようにみえ、A型金属線星とも考えられている。
エルンスト・ツィナーが、うしかい座π星を明るさが変化する恒星の1つとして揚げたことから、変光星候補にもなっている。その後、うしかい座π1星のスペクトル線の時間変化から、2.24日という周期が求められ、これが自転に関係する周期とみられたことから、うしかい座π1が回転変光星、おそらくりょうけん座α2型変光星かもしれないとされた。しかしその後の観測では、変光も2.24日周期も確認されていない。

## 名称
中国ではうしかい座π星は、左攝提（拼音: Zuǒ Shè Tí）という星官をうしかい座ο星、うしかい座ζ星と共に形成する。うしかい座π星自身は左攝提二（拼音: Zuǒ Shè Tí èr）すなわち左摂提の2番星といわれる。